# Djambitxi
Djambitxi - Джамбичи (rus) - és un aül, un poblem de la República d'Adiguèsia, a Rússia. Es troba a la vora esquerra del riu Labà, en la seva confluència amb el Psenafa, a 23 km a l'est de Krasnogvardéiskoie i a 57 km al nord de Maikop, la capital de la república.